# Günter Albus
Günter Albus (* 29. Mai 1933 in Dresden; † 24. November 2021 in Leipzig) war ein deutscher Germanist und Literaturhistoriker, der an der Universität Leipzig lehrte.

## Leben

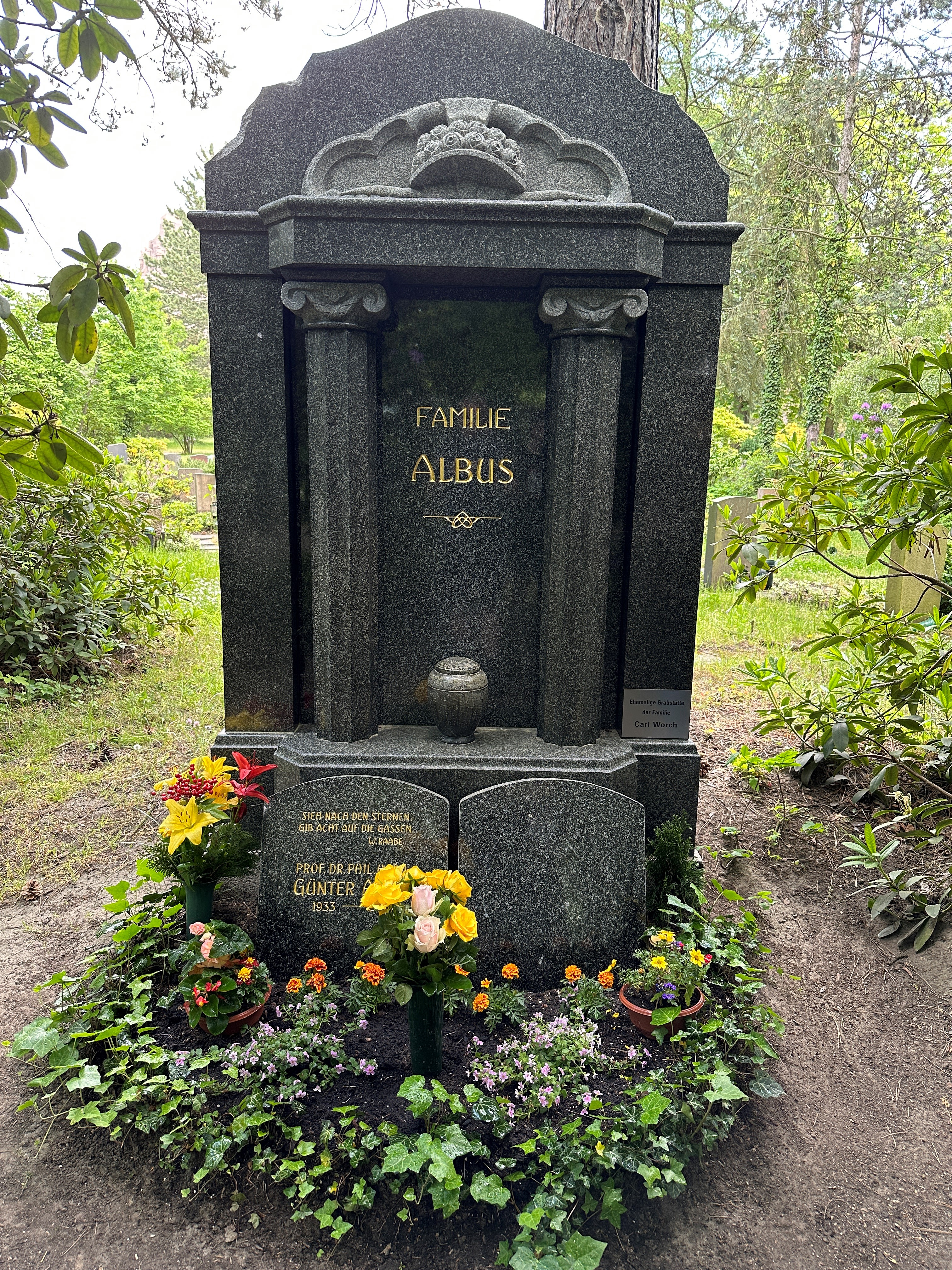
Grab von Günter Albus auf dem Leipziger Südfriedhof

Günter Albus wurde am 29. Mai 1933 in Dresden geboren. Nach Abschluss der Oberschule in Dresden-Strehlen im Jahr 1947 machte er zunächst eine Ausbildung als Postangestellter, war sodann auf verschiedenen Postämtern im Bezirk Dresden tätig und schloss im Jahr 1952 die Abendoberschule mit dem Erwerb des Abiturs ab. Von 1956 bis 1961 studierte er Germanistik und Kunsterziehung an der Karl-Marx-Universität Leipzig, u. a. bei Hans Mayer. Von 1961 bis 1966 war Günter Albus als wissenschaftlicher Assistent am Institut für Deutsche Literaturgeschichte der Philosophischen Fakultät sowie danach als wissenschaftlicher Oberassistent am Institut für Deutsche Literaturgeschichte der Philologischen Fakultät in Leipzig tätig. Von 1966 bis 1969 folgte ein Auslandsaufenthalt als Lektor an der Universität Jyväskylä (Finnland). Von 1969 bis 1979 war er sodann als wissenschaftlicher Oberassistent für Deutsche Literatur am Fachbereich Deutsche Literaturgeschichte an der Sektion Kulturwissenschaft und Germanistik und danach an der Sektion Germanistik und Literaturwissenschaft der Karl-Marx-Universität Leipzig tätig; am 1. Februar 1979 erfolgte die Berufung als Hochschuldozent für Geschichte der deutschen Literatur an die Universität Leipzig. Als außerordentlicher Professor für Geschichte der deutschen Literatur an der Karl-Marx-Universität Leipzig wurde Günter Albus am 1. September 1987 berufen. Bis zum Vorruhestand im Jahr 1992 behielt er die Professur für Geschichte der deutschen Literatur an der Sektion Germanistik und Literaturwissenschaft bzw. sodann am Institut für deutsche Literaturgeschichte an der Universität Leipzig.

## Persönliches
Günter Albus war verheiratet und hatte einen Sohn. Er wurde auf dem Leipziger Südfriedhof in der VI. Abteilung beerdigt.

## Werke (Auswahl)
- Der arme Vetter: Interpretation und Versuch einer neuen Wertung zusammen mit Ernst Barlach. In: Weimarer Beiträge. Zeitschrift für Literaturwissenschaft 1966 (12) H. 6, S. 877–908.
- Zur tabellarischen Darstellung literatur-historischer Fakten und Tatbestände. In: Deutsch als Fremdsprache (DaF) 1979 (16) Sonderheft, S. 25–34.
- Kulturgeschichtliche Tabellen zur deutschen Literatur. Bd. 1: Von den Anfängen bis 1870. Berlin: VEB Verlag Volk und Wissen, 1986.
- Kulturgeschichtliche Tabellen zur deutschen Literatur. Bd. 2: Von 1871 bis zur Gegenwart. Berlin: VEB Verlag Volk und Wissen, 1986.
- Krieg im Alltag. Wilhelm Buschs Bildverserzählungen. In: Klein, Alfred [Hrsg.]: Literaturhistorische Streifzüge. Für Hans Mayer von Schülern der Leipziger Zeit. Leipzig: Rosa-Luxemburg-Verein, 1996, S. 179–198.
- Leipzig 1948-1963: Eine bio-bibliographische Chronik zusammen mit Hans Mayer. In: Klein, Alfred [Hrsg.]: Hans Mayers Leipziger Jahre: Beiträge des 3. Walter-Markov-Kolloquiums. Leipzig: Rosa-Luxemburg-Stiftung Sachsen, 1997.
- Warum lachen eigentlich die Leutchen? Einleitung in eine geplante Wilhelm-Busch-Ausgabe in der Reihe Bibliothek Deutscher Klassiker (BDK). In: Fasold, Regina [Hrsg.]: Begegnung der Zeiten (Festschrift für Helmut Richter zum 65. Geburtstag). Leipzig: Leipziger Universitätsverlag, 1999, S. 257–264. Biographische u.
- Albus, Günter in: Kürschners Dt. Gelehrten-Kalender 2011, Bd. 1: A–G, S. 38. Literatur: Berlin, New York: Verlag Walter de Gruyter GmbH & Co. KG, 2011 (23. Ausg.)